# عباس‌گادژی ماگومدف
عباس‌گادژی ماگومدف (به روسی: Абасгаджи Магомедов؛ زادهٔ ۱۵ مارس ۱۹۹۸) یک کشتی‌گیر آزادکار اهل کشور روسیه است.
از افتخارات وی می‌توان به کسب مدال طلا قهرمانی کشتی جهان ۲۰۲۱ و مدال نقره قهرمانی کشتی جهان ۲۰۲۳ اشاره کرد.

## فعالیت حرفه‌ای

### قهرمانی کشتی جهان ۲۰۲۱
ماگومدف در وزن ۶۱ کیلوگرم کشتی آزاد قهرمانی کشتی جهان ۲۰۲۱ اسلو شرکت کرد، او در این مسابقات امراه اورمانوغلو از ترکیه، تومنبیلگین توشینتولگا از مغولستان و توشیهیرو هاسگاوا از ژاپن را شکست داد و به فینال رسید. وی در فینال دیتون فیکس از آمریکا را شکست داد و مدال طلا را بدست آورد.

### قهرمانی کشتی جهان ۲۰۲۳
ماگومدف در وزن ۶۱ کیلوگرم کشتی آزاد قهرمانی کشتی جهان ۲۰۲۳ بلگراد شرکت کرد، او در این مسابقات نیکولای اوخلوپوکوف از رومانی، لی وی‌یو از چین، والنتین بلیاستسکی از اوکراین و شوتا فارتنادزه از گرجستان را شکست داد و به فینال رسید. وی در دیدار نهایی به ویتو آراجائو از آمریکا باخت و به مدال نقره رسید.